# Bernard Antony
Pour les articles homonymes, voir Antony.
Bernard Antony, est un journaliste, essayiste et homme politique français, né à Tarbes (Hautes-Pyrénées) le 28 novembre 1944.
Membre du Front national de 1984 à 2008, c'est l'une des principales figures de la sensibilité catholique traditionaliste dans les milieux nationalistes français.
C'est aussi le président de l'Alliance générale contre le racisme et pour le respect de l'identité française et chrétienne (AGRIF), qu'il a fondée en 1983.

## Biographie
(octobre 2024).
Son père, entré comme apprenti à l'arsenal de Tarbes, commence sa carrière comme ouvrier-ajusteur de précision. Sélectionné pour suivre les écoles de formations de l'industrie des armements, il est d'abord technicien, puis ingénieur des travaux d'armement. Officier, il termine sa carrière dans le même arsenal avec le grade de colonel. Sa mère, Marthe Mengelle, est secrétaire, puis consacre sa vie à ses trois enfants. Bernard Anthony étudie au lycée de Tarbes, à la faculté de lettres de Pau et à celles de Toulouse.
Lors de sa préparation militaire parachutiste à Pau, il sympathise avec l'OAS-Métro (jeunes) et est arrêté pour avoir distribué des tracts favorables à celle-ci (il est libéré car mineur). Pendant ses études de Lettres à Toulouse dans les années 1960, il milite au Rassemblement de l'Esprit public (REP), mouvement anti-gaulliste et pro-Algérie française, il est en même temps secrétaire général de la Fédération nationale des étudiants de France à Toulouse (FNEF) et crée avec Hélène Sabatier le « Cercle Jean de Brem ». Une fois le Rassemblement de l'Esprit public dissous et après l'échec de la candidature de Jean-Louis Tixier-Vignancour à l'élection présidentielle de 1965, Bernard Antony rejoint en 1966 le Mouvement jeune révolution (MJR), lié aux réseaux proches de l'OAS et aux solidaristes russes, qui devient le Mouvement solidariste français en 1971. Il continue de l'animer alors qu'il est professeur dans l'un des lycées de Castres.
Il travaille ensuite dans l'industrie pharmaceutique où il deviendra directeur des relations-humaines des Laboratoires Pierre Fabre à Castres. Il crée également à Toulouse le Centre de formation aux relations du travail et formera des cadres, des agents de maîtrise et des syndicalistes des industries de la chimie, de la métallurgie, mais surtout de l'aéronautique.

### Anticommunisme
(avril 2017).
À 10 ans, profondément choqué par la joie de son institutrice annonçant la chute de Ðiện Biên Phủ (1954), il devient « viscéralement » anticommuniste. Étudiant, sa double activité politique et syndicale est alors essentiellement axée vers le combat contre le communisme. Adulte, son engagement politique dans ce sens s'amplifie. En particulier, ce combat a le soutien d'Albert Chambon , ambassadeur de France, écrivain, résistant, président des anciens déportés à Buchenwald, qui lui fournit le premier article d'une persistante collaboration à Reconquête. On peut noter les points forts suivants (cf. aussi Bernard Antony Combats pour mon pays, Éditions de Présent, 1994)):
Le 28 avril 1978, interrogé sur FR3 Midi-Pyrénées, il réclame la constitution d’un nouveau Procès de Nuremberg pour juger les responsables des crimes communistes contre l’humanité. Dans le numéro 35 (février 1979) de Présent, il publie Justice pour 156 millions de morts . En décembre 1979, il lance depuis Castres un appel aux dirigeants des pays du monde libre pour qu’ils refusent la participation de leurs équipes nationales aux Jeux Olympiques de Moscou (Présent no 45, décembre 1979) avec une première liste de 200 signataires. Sous le titre Pas de J.O. au pays du goulag !, ce texte est commenté dans le quotidien L’Aurore (4 décembre 1979) par le journaliste Marc Guedj. Un an plus tard, ayant lancé le Comité français pour le boycott international des Jeux Olympiques à Moscou, il reçoit le soutien de quelque 2 000 personnalités de la résistance, du monde du sport, de la culture, de la justice, de la politique, des églises chrétiennes et de la société civile suivis de quelque 15 000 signatures en France et à l’étranger (Présent, no 48, mars 1980). Le 28 avril 1980, il organise un meeting dans la grande salle de la Mutualité qui réunit de nombreux participants (Français, ainsi que des représentants des résistances afghanes, indochinoises et africaines).
Du 26 mai au 3 juin 1987, il mène la mission de Chrétienté-Solidarité dans les camps de réfugiés de Cambodgiens de Amphoe Phanat Nikhom situé en Thaïlande. Il est reçu par le prince Norodom Ranariddh. Il rencontre aussi le colonel Bounleuth Saycocie, premier officier laotien St-Cyrien, chef de la résistance anticommuniste laotienne. Ses appels à la solidarité avec les peuples d’Indochine sont relayés par les députés Martine Lehideux, Philippe Malaud, Olivier d’Ormesson, Guy Guermeur et l’écrivain Jean Raspail (Chrétienté-Solidarité, no 47, juin 1987, plus la référence). Le 27 septembre 1987, il mène une délégation de Chrétienté-Solidarité à Gdańsk en Pologne. Le 28, il rencontre durant plus d’une heure Lech Wałęsa.
Du 3 août au 20 août 1988, il se rend au Honduras pour rejoindre l'hôpital rudimentaire de la résistance anticommuniste nicaraguayenne dans la jungle des confins du Nicaragua. Il organise la prise en charge de blessés graves (Minute, no 1380, 14-20 septembre 1988, Présent, 19 et 24 août 1988, Chrétienté-Solidarité, no 61, octobre 1988).
Le 15 avril 1991, il rencontre au Parlement européen le président de la Russie Boris Eltsine. Celui-ci le convie à siéger près de lui pour sa conférence de presse de fin de journée (Reconquête, no 84, septembre 1991). Le 21 avril 1991, à Vilnius, encore très marquée par les massacres du 13 janvier perpétrés par l’armée soviétique et encore sous son occupation, il rencontre le président de la république Vytautas Landsbergis au siège du parlement lituanien, toujours cerné par des chars soviétiques. Le président lui remet la médaille du souvenir des événements du 13 janvier. (Reconquête, no 81, mai 1991, Présent, 25 avril 1991). Le vendredi 23 août 1991, il mène une manifestation de soutien à Boris Eltsine devant l’ambassade d’Union soviétique à Paris. Il est convié par l’ambassadeur Bubinine à le rejoindre au salon d’honneur et ce dernier rend hommage à son combat pour les libertés que je connais et que je salue (Reconquête no 84, septembre-octobre 1991).
Le 23 juin 1992 il fait partie de la délégation du Parlement européen pour la Pologne. Lors de sa réception, le président de la République, Lech Wałęsa, rappelle leur amitié ancienne. Il rencontre le cardinal Józef Glemp Primat de Pologne (Bernard Antony raconte photo 20).
Le 9 novembre 1997 au palais de la Mutualité, sous forme d'un Procès International des Crimes du Communisme, il organise une journée traitant en particulier le cas de Georges Boudarel, de son camp 113 et des camps du Việt Minh. On note la participation de plusieurs personnalités dont l'ambassadeur  Albert Chambon, président des anciens de Buchenwald, l'avocat Jean-Baptiste Biaggi, héros de la Résistance et ancien de l’OAS, Pierre Clostermann, Compagnon de la Libération.

### Croatie
Lors de l'université d'été du FN (août 1992), un débat agite le parti d'extrême droite sur la question de la guerre en Croatie. Bernard Antony, qui revient d'une opération humanitaire en « Croatie catholique », est partisan d'une intervention militaire contre les Serbes, tandis que Bernard Lugan promeut dans Minute la simple fourniture d'armes, vivres et appui diplomatique, sans intervention armée.

### Négationnisme et antisémitisme: positions et procès
Lors d'une interview, publiée dans le mensuel Présent de février 1979, à une première question sur le problème juif, et une seconde sur Israël, il répond : « Le monde moderne est caractérisé par une nouvelle intrusion du phénomène juif. Marx et Rothschild sont un peu les deux faces d'une même médaille. [...] Un autre aspect du problème juif est la tendance qu'ont les juifs à occuper tous les postes-clés des nations occidentales. Comment ne pas observer qu'à notre télévision, par exemple, il y bien plus de MM. Aron, Ben Syoun, Naoul, El Kabbash [Jean-Pierre Elkabbach], Drücker [Michel Drucker], Grumbach, Zitrone, que de MM. Dupont ou Durand ? »
Selon le quotidien L'Humanité du 28 septembre 1992, lors de la Journée d'amitié française du 16 octobre 1983, il dénonce « l'internationale de l'assassinat, l'internationale juive », et soutient que « le communisme est judaïque ». Il s'agit de la reprise des propos publiés 9 ans avant par Edwy Plenel dans un article intitulé « Ainsi parle l'extrême droite » (Le Monde du 19 octobre 1983). Cet article entraîna une série d'autres écrits dans Le Monde, dans d'autres médias, et aussi de communiqués publiés dans la presse. Sur cette base, la LICRA et le MRAP se portèrent partie civile (racisme et antisémitisme), avec inculpation de Bernard Antony par le juge d'instruction du Tribunal de Paris, Claude Grellier, suivie de l'audience de la XVIIe chambre correctionnelle (22 octobre 1985, délits de presse). Ne retenant pas les propos qui lui furent attribués, le Tribunal prononça sa relaxe, avec publication du jugement dans Le Monde. Déboutés, la LICRA et le MRAP, firent appel, mais la cour confirma la décision de la XVIIe chambre correctionnelle. Il en fut de même pour les pourvois devant la Cour de cassation. À la suite de cette affaire, Bernard Antony déposa plainte pour diffamation publique (antisémitisme, négationnisme) contre le quotidien Le Monde à travers son directeur André Fontaine, et le rédacteur Patrick Jarreau qui furent condamnés par la XVIIe chambre du Tribunal de grande instance de Paris, présidée par Madame Clavery.
La plainte contre le quotidien Le Monde fut suivie de plusieurs autres. Elles donnèrent lieu à des procès avec condamnation de journaux à travers leurs journalistes dont :
- Jean-Louis Servan-Schreiber, pour l'émission L'heure de vérité du 13 février 1984,
- Jean-François Kahn pour dénaturation de propos dans un article du Quotidien de Paris du 15 juin 1984,
- Serge Grünberg (pour avoir enfreint la déontologie journalistique dans Globe Hebdo), puis Charlie Hebdo, La Dépêche du Midi. Débouté en Tribunal de première instance de sa plainte contre le Nouvel Observateur, à travers François Caviglioli et son directeur Claude Perdriel, la Cour d'appel donne raison à Bernard Antony dans son arrêt du 19 juin 1991.

En outre, il obtient devant le tribunal un droit de réponse télévisé sur TF1, à la suite des propos tenus à son encontre le 22 mai 1986 dans l'émission Questions à domicile d'Anne Sinclair et Pierre-Luc Séguillon.
Valérie Igounet l'estime « ambigu » quant au négationnisme, ce qu'il réfute régulièrement en disant combattre les deux négationnismes : celui de la Shoah, et celui des crimes du communisme. Ainsi, à propos de l'université d'été du FN (août 1992), certains textes citent faussement le livre Histoire du négationnisme en France de Valérie Igounet, qui aurait démontré le négationnisme de Bernard Antony via deux allégations : il aurait rendu un « hommage aux historiens non conformistes », et aurait déclaré être venu « à avoir une sympathie certaine pour ceux qui contestent certains points particuliers de l'histoire de la Seconde Guerre mondiale ». Ces assertions ne figurent pas dans l’article de compte-rendu publié dans Le Monde.
En 1985, il adhère à l'Association des amis de Robert Brasillach. Dans son blog il présente ce dernier point comme résultant de la commande du livre Hommages à Robert Brasillach à la revue éditrice (Cahiers des amis de Robert Brasillach), commande qui impliquait une adhésion à l'association. Il précise que son but était de mieux approfondir ce qu’était pour lui le « mystère Brasillach », « celui d’un merveilleux écrivain mais hélas aussi homme engagé au grand dam de Charles Maurras qui réprouvait totalement la collaboration et fustigeait sévèrement les collaborateurs dans cette funeste voie avec d’affligeants propos de haine antisémite »).

### Religions
En parallèle à son activité au quotidien Présent, Bernard Antony s'engage sur le terrain associatif catholique. Il est président de l'Agrif, du Centre Henri-et-André-Charlier (qu'il a fondé en 1980), de Chrétienté-Solidarité qu'il définit comme une organisation ayant pour but « la solidarité avec les peuples persécutés par le communisme ou l'islamisme » ainsi que la résistance au « génocide français » « par le jeu de l'immigration et de l'avortement », et coprésident du Cercle d'Amitié française juive et chrétienne avec Jean-Pierre Cohen et Serge de Beketch, aujourd'hui décédé.
On lui attribue l'organisation de l'audience publique (samedi 10 avril 1985, place Saint Pierre) accordée par le pape Jean-Paul II aux députés du Groupe des droites européennes.
En 2000, il est responsable de la première attaque en justice, via l'Alliance générale contre le racisme et pour le respect de l'identité française et chrétienne (AGRIF), contre l'humoriste Dieudonné, alors accusé d'attenter à l'image des catholiques et du pape Jean-Paul II.

### Front national
Sur le plan de la politique électorale, en 1983, il anime le CNI à Toulouse et dans sa région. Il rallie ensuite le Front national à l'occasion des européennes de 1984, et siège dans le Groupe des droites européennes. En mars 1986, il mène la liste FN dans le Tarn aux élections régionales. Il est réélu en 1992 et 1998. Il est député européen Front national de 1984 à 1999.
Au sein du FN, il est délégué national à la formation et dirige un temps[Quand ?] l'Institut de formation national (IFN), organe de formation interne. Il est surnommé à l'intérieur du parti « L'Ayatollah Cassoulet ».
Lors de la scission de 1999 entre les partisans de Bruno Mégret et de Jean-Marie Le Pen, il prend parti pour ce dernier, ses convictions l'opposant au courant « néo-païen » de l'extrême droite, notamment Pierre Vial. Il manifestera plus tard bruyamment son désaccord avec les variations idéologiques du Front national selon la ligne de Marine Le Pen en démissionnant du bureau politique.
Il démissionne du bureau politique du FN en juillet 2004 après s'être vu préférer Jean-Claude Martinez pour l'investiture du FN dans la circonscription Sud-Ouest à l'occasion des élections européennes et Louis Aliot pour conduire la liste du parti en Midi-Pyrénées aux élections régionales. Ce dernier le remplace également comme secrétaire régional de Midi-Pyrénées.

### Parti de la France
Le 23 février 2009, il est présent aux côtés de Carl Lang, député européen et ancien secrétaire général du Front national, lors d'une conférence de presse qui annonce la fondation du Parti de la France, sous les couleurs duquel seront présentées, dans sept circonscriptions françaises sur neuf, des listes pour les élections européennes du 7 juin 2009. Il annonce à cette occasion son appui et celui de l'« Institut du pays libre », qu'il préside, à l'initiative de Carl Lang, dans une allocution prononcée parallèlement à cette conférence de presse.

## Médias

### Presse écrite
Directeur depuis 1975 du mensuel Présent, où il signe de ses deux prénoms Romain Marie. Il participe ensuite en 1982 à la fondation du quotidien Présent, dont il est le directeur général pendant un an.

### Radio
En novembre 2007, il prend la tête du Libre journal de la résistance française une fois toutes les quatre semaines sur Radio Courtoisie. Il est démis par Henry de Lesquen en août 2016.

## Condamnation
En 2002, le journaliste Christophe Forcari écrit dans Libération que Bernard Antony a dit en aparté d'une université d'été du FN, à propos de Marine Le Pen : « Elle est draguable ». Il conteste avoir prononcé cette phrase et porte plainte en diffamation contre le journal. Bernard Antony est finalement condamné à 1 000 € d'amende en faveur du journal pour diffamation. Il est également condamné à verser 1 € symbolique de dommage-intérêt à Patrick Cohen, journaliste de RTL pour la même affaire.

## Ouvrages
- Avec Yves Daoudal, Romain Marie sans concession : Entretiens avec Yves Daoudal, Éditions Dominique Martin Morin, 1985, 126 p., 19 cm (ISBN 978-2-85652-080-2, BNF 36624127).
- Combats pour mon pays, Présent, 1994, 426 p., 21 cm (BNF 40183192) — recueil d'articles parus entre 1980 et 1994.
- Avec Cécile Montmirail, Jaurès : Le Mythe et la Réalité, Anet, Atelier Fol'Fer, coll. « Xénophon », 2012, 276 p., 24 cm (ISBN 978-2-35791-043-0, BNF 42733669).
- 100 ans de crimes communistes, film documentaire, 2017
- Pour en finir avec le pays cathare, Paris, Éditions Fol'Fer, 2020, 272 p. (ISBN 978-2-35791-125-3).
- L'Ukraine face à Poutine, répliques à la désinformation du néo-stalinisme, Paris, Godefroy de Bouillon, 2022, 126 p. (ISBN 978-2-84191-413-5).